# Gabriel Ferrier

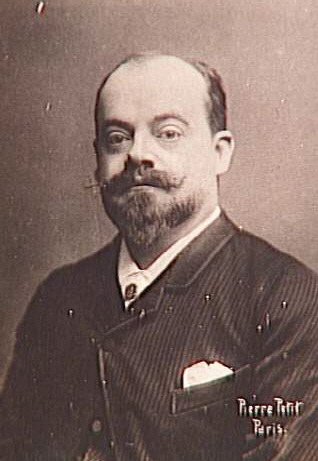
Gabriel Ferrier

Gabriel Joseph Marie Augustin Ferrier, Signatur Gabriel-Ferrier, (* 29. September 1847 in Nîmes; † 6. Juni 1914 in Paris) war ein französischer Maler.

## Leben
Ferrier wurde in Nîmes als Sohn eines  Apothekers geboren. Seine Ausbildung erhielt er an der École des Beaux-Arts, wo er bei Ernest Hébert und Isidore Pils studierte. Ab 1869 stellte er im Pariser Salon aus, 1872 wurde er mit dem Prix de Rome ausgezeichnet und hielt sich mit dem damit verbundenen Stipendium mehrere Jahre in Rom auf.
Er war vor allem als Porträtmaler tätig. Besonders zur Zeit der Dritten Republik waren seine Arbeiten vom Hochadel und unter führenden Politikern gesucht. Durch eine Algerienreise im Jahre 1883 angeregt, wandte er sich verstärkt orientalistischen Szenen zu.
Ferrier unterrichtet zunächst an der Académie Julian, später auch an der École des Beaux-Arts. Zu seinen Schülern gehörten unter anderem Paul-Émile Bécat, Roger Bissière, Clémentine-Hélène Dufau, Albert Lynch, Erich Kips und Alfred Mohrbutter.
Bei der Weltausstellung 1889 wurde er mit einer Goldmedaille ausgezeichnet, er war Mitglied der Ehrenlegion sowie der Académie des Beaux-Arts.

## Werke (Auswahl)

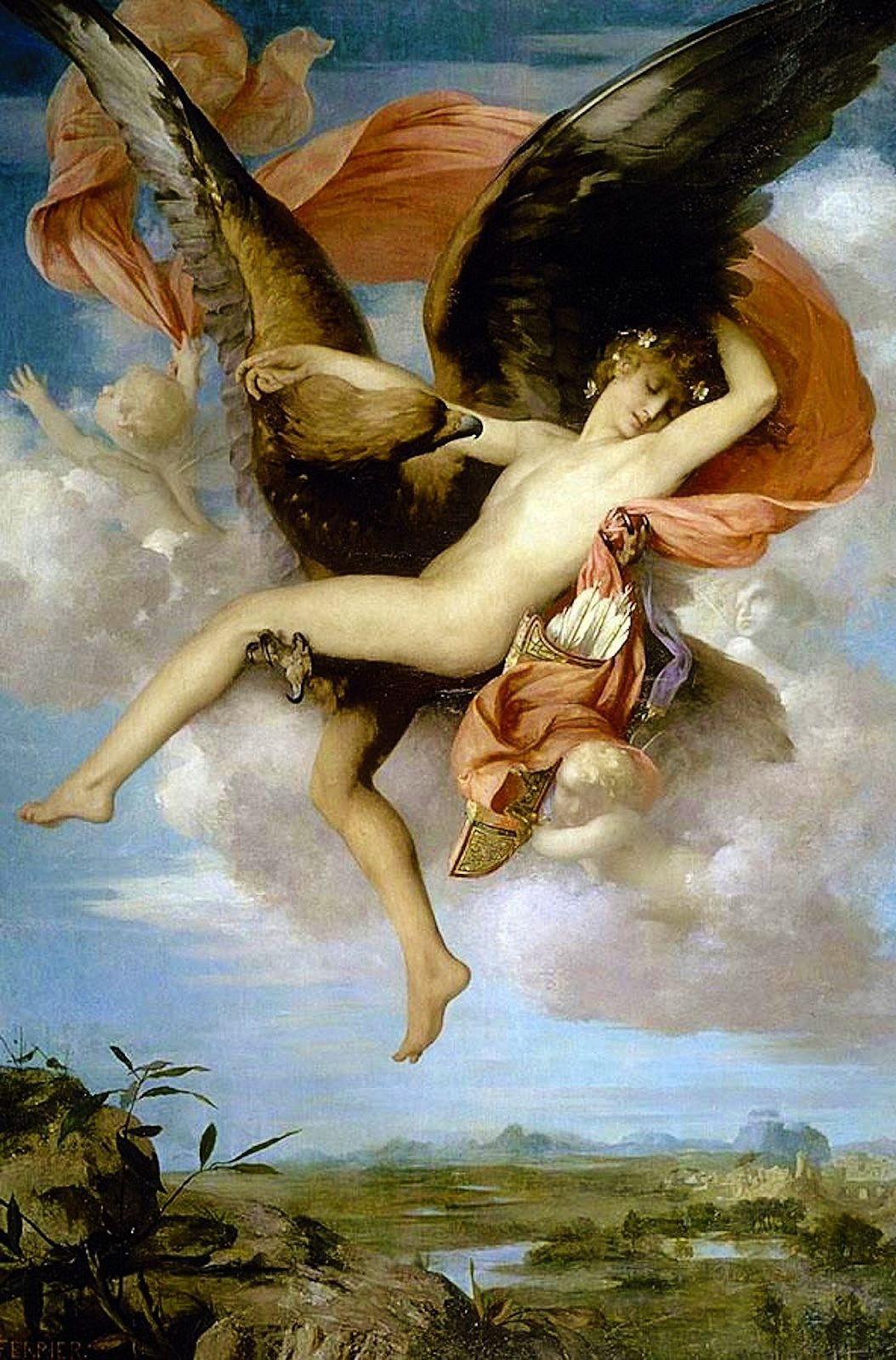
Ganymed, 1874
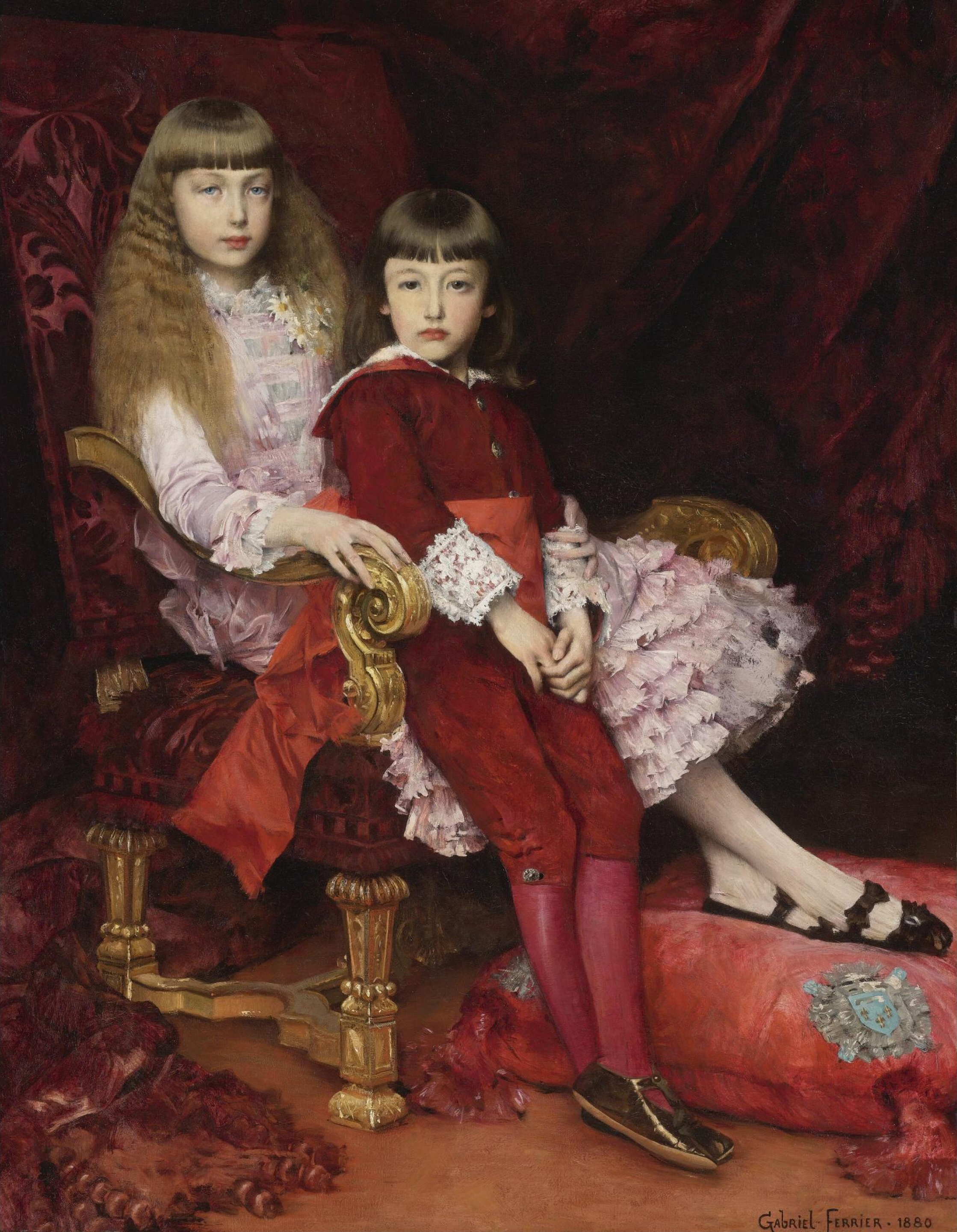
Porträt von Jean Pierre Clément Marie d’Orléans, duc de Guise mit seiner Schwester, 1880
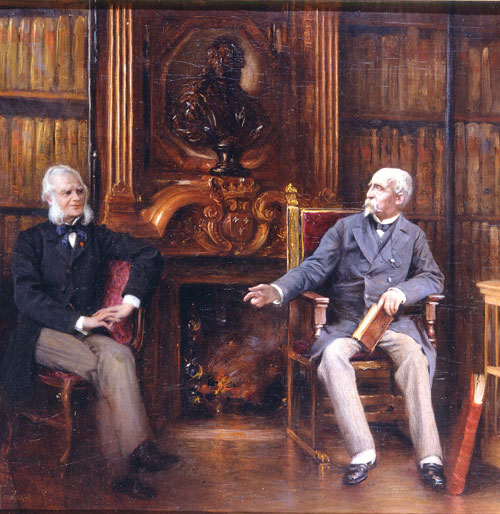
Der Duc d'Aumale und Alfred-Auguste Cuvillier-Fleury im Studierzimmer von Schloss Chantilly, um 1880
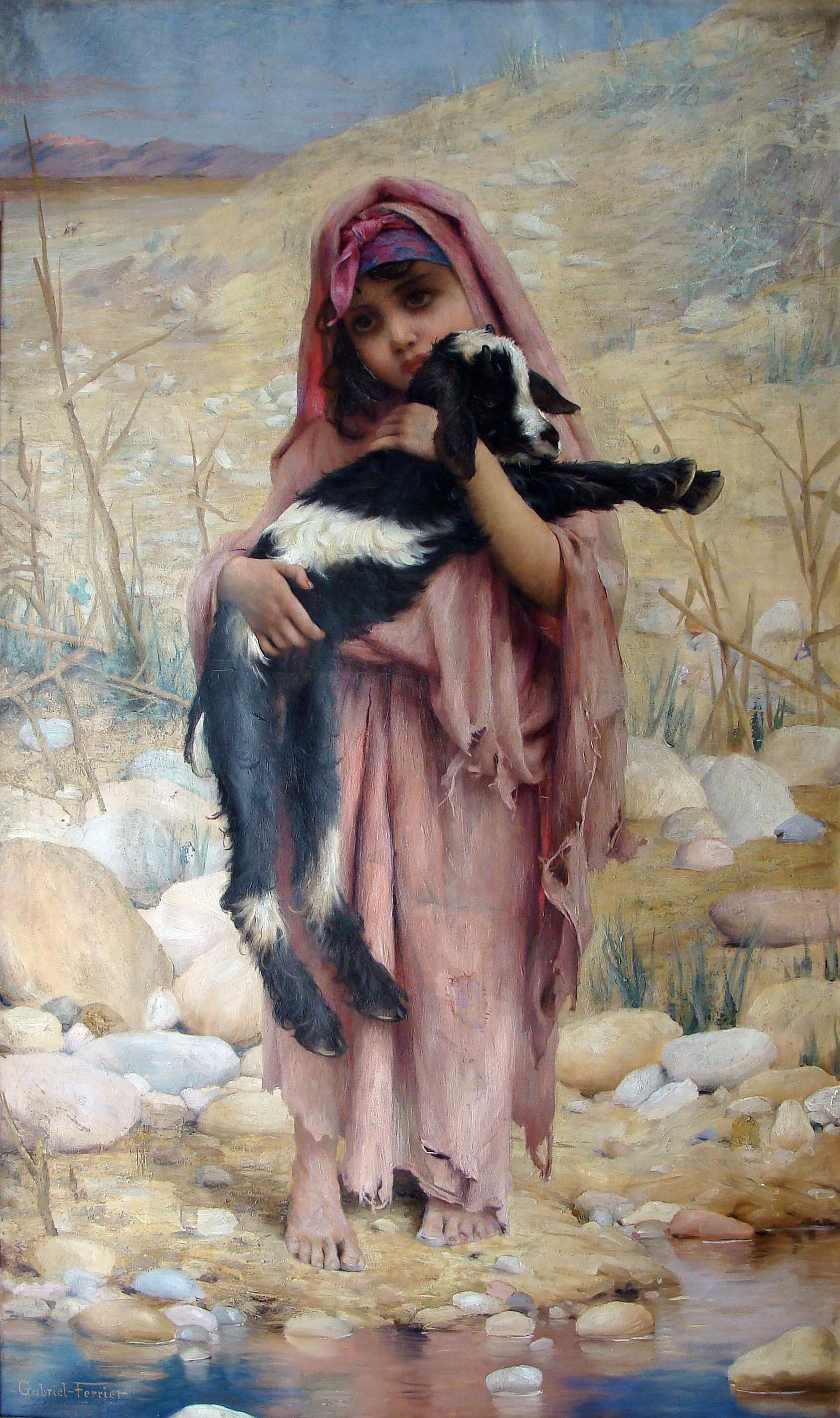
Algerische Schäferin
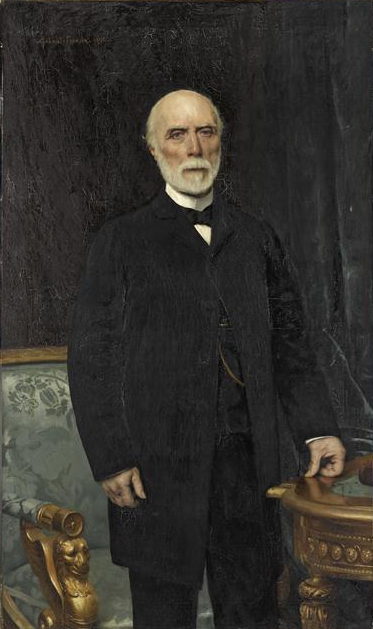
Bildnis Charles de Freycinet, 1893
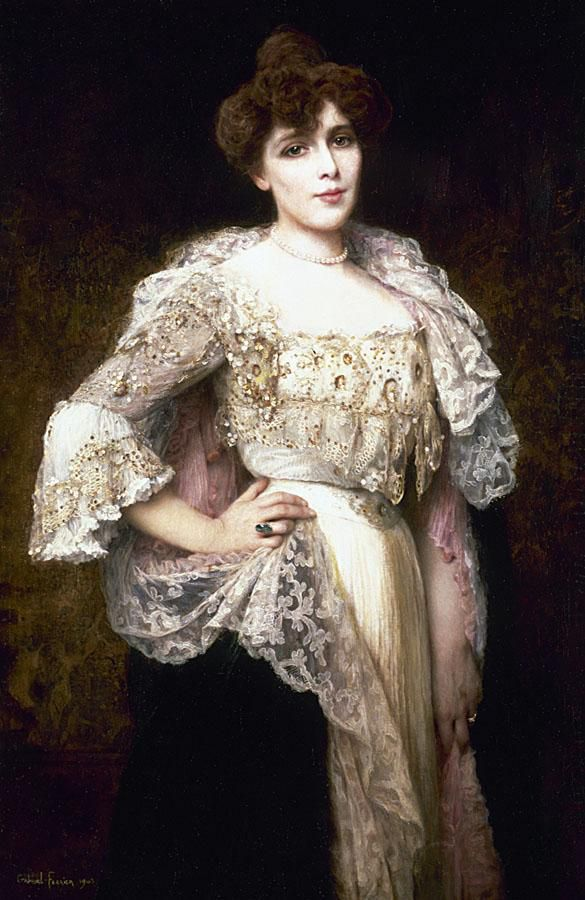
Bildnis einer Dame, 1903